# Concerto (composizione musicale)
Il concerto è una forma musicale che prevede l’esecuzione di uno o di più strumenti solisti che sono accompagnati dall'orchestra.

## Etimologia
L'origine del termine "concerto" ha sempre suscitato discussioni tra i musicologi. Già nel Cinquecento la parola veniva fatta risalire a due diverse parole latine: la prima concertatum e la seconda da consertum. Nel 1619 Michael Praetorius sostenne l'etimologia che dava l'idea del combattimento, dello scontro tra due entità strumentali distinte, sia per numero che per sonorità.
In epoca moderna, il compositore tedesco Hugo Daffner ha invece sostenuto la prima accezione del verbo conserere, evidenziando così il carattere di dialogo, di intreccio, che caratterizza effettivamente lo stile concertante.
Generalmente la prima ipotesi viene considerata come la più valida, trovando ancora oggi i maggiori riscontri.

## Storia
Il concerto, come la maggior parte delle forme musicali, nasce in Italia, come derivazione diretta di alcune forme musicali. In origine, le prime forme strumentali erano definite Canzoni da Sonare, ed erano composizioni in stile polifonico destinate all'organo e provenienti dalle antiche forme vocali. Come dalla Suite (raggruppamento di Canzoni e Arie di Danze), scaturì la Sonata da Camera, così dalle Canzoni da Sonare nacque la Sonata da chiesa.

### Sonata da chiesa
La sonata da chiesa nasce verso la fine del Cinquecento, nell'ambito delle "cappelle strumentali" ecclesiastiche che si andavano sviluppando accanto a quelle prettamente vocali. Questa esigenza nacque con l'idea di dare maggiore solennità alle pratiche del culto, contribuendo notevolmente allo sviluppo della musica strumentale: infatti, in occasione di funzioni particolari, il normale organico degli esecutori veniva aumentato, offrendo ai compositori dell'epoca la possibilità di avvalersi di complessi numerosi. In origine era realizzata (come la Sonata da camera) per due violini e basso continuo, inoltre era polifonica, e si caratterizzava per il numero e la definizione dei tempi: generalmente era costituita da tre movimenti, un Allegro, spesso preceduto da un Grave iniziale, un Adagio e un Vivace per finale.
Nel momento in cui la Sonata da Chiesa si ampliò, con l'uso di strumenti raddoppiati (soprattutto strumenti a fiato) nei tempi vivaci, fu chiamata Sinfonia o indifferentemente Sonata. A questi due termini bisogna aggiungerne un terzo, Concerto grosso, che in realtà non era altro che un modo di eseguire la Sonata da chiesa dividendo la parte strumentale tra due gruppi di suonatori: il Concertino e il Concerto Grosso.

### Il concerto barocco
La forma del concerto grosso è stata portata alla sua massima espressione da compositori come Arcangelo Corelli, Giuseppe Torelli, Tommaso Albinoni, Georg Friedrich Händel, Evaristo Felice Dall'Abaco e Giuseppe Valentini. Alessandro Stradella aveva adottato negli anni '60 del XVII secolo la forma del concerto grosso sia nella sua "Sonata di viole", sia, soprattutto, in opere con ampio organico vocale-strumentale, come l'oratorio, San Giovanni Battista, in cui l'accompagnamento di intere arie è appunto sostenuto dalle combinazioni di peso sonoro create dalla contrapposizione tra le due parti strumentali. 

La forma del concerto grosso, elaborata nel concerto solistico e nel concerto a molti strumenti, si affermò soprattutto a Venezia, dove, soprattutto grazie ad Antonio Vivaldi acquistò una maggiore definizione nella forma.

La forma "a ritornello" usata da Vivaldi fu presa a modello per molto tempo in Italia e fuori: lo stesso Johann Sebastian Bach la studiò in maniera approfondita, trascrivendo molti concerti per organo o clavicembalo e riprendendone la struttura nel suo Concerto nello stile italiano.

#### Concerto di gruppo
Il concerto di gruppo è una composizione musicale, che nacque nel barocco, in cui tutti gli strumenti hanno pari importanza e formano un gruppo compatto. Non ci sono parti solistiche con maggiore importanza, ma il compositore forma gli effetti sonori con i timbri dei diversi strumenti. La sinfonia classica nel 700 deriva infatti, dal concerto di gruppo.

#### Concerto ripieno
Il concerto ripieno è una composizione nella quale si ha un dialogo tra l'orchestra e un ristretto numero di strumenti chiamato ripieno (solitamente un quartetto d'archi). Questa tipologia venne sostituita successivamente con la dinamica a terrazze durante il Barocco, la quale simulava l'alternanza tra i due gruppi strumentali mediante il forte e il piano ma senza nessuna divisione effettiva dell'orchestra. 

#### Concerto da camera
Un 'concerto da camera', era originariamente uno dei due tipi di concerto grosso insieme al concerto da chiesa. Il concerto da camera, era costituito da 4 strumenti: due violini, una viola e un violoncello, aveva il carattere di una suite, avendo per introduzione un preludio e includendo diverse forme di danza tratte dal repertorio popolare. Antonio Vivaldi e Georg Philipp Telemann furono grandi esponenti di questa forma musicale. Più tardi andò a definire più in generale un concerto di musica da camera o scritto per un'orchestra da camera.

### Evoluzione
Le successive trasformazioni del concerto vanno di pari passo con quelle avvenute nella sinfonia, che contribuì notevolmente ad accrescere il significato sinfonico del concerto. Infatti, come la sonata da chiesa assunse poco alla volta forma definitiva con l'adozione della forma ternaria, così pure la sinfonia e il concerto, si sarebbero valsi di questo sistema.
C'è da dire, inoltre, che il Concerto nasce soprattutto con il violino, come strumento solista: sono pochi i casi in cui il clavicembalo appare come strumento di primo piano, nonostante all'epoca conoscesse una grande diffusione.
Il clavicembalo fu impiegato per la prima volta, in qualità di solista, nei concerti di Johann Sebastian Bach, il quale, soprattutto con il Concerto in re minore BWV 1063 concepito per tre clavicembali, si rifà ancora una volta ai modelli italiani, affidando ai solisti un ruolo preminente, e facendo in modo che l'orchestra sia parte integrante dell'andamento della composizione.

## Tipologia

### Concerto per pianoforte
Come in epoca barocca il genere concertistico aveva segnato l'ascesa del violino al rango di strumento solistico per eccellenza, così, nella seconda metà del Settecento, è nuovamente il concerto a decretare l'ascesa e l'affermazione del pianoforte. Grazie, infatti, ad una potenza sonora sconosciuta ad altri strumenti a tastiera, fatta eccezione per l'organo, e alla sua capacità di creare le più svariate sonorità dinamiche ed espressive, a partire dal 1770, il pianoforte lentamente si impone come protagonista del genere concertistico e, all'inizio dell'Ottocento, è ormai in grado di contendere al violino la supremazia, in ambito solistico.

#### Struttura
La struttura del concerto, che si era consolidata in epoca barocca, era stata definita dai celeberrimi concerti di Antonio Vivaldi, molto noti ed eseguiti in tutta Europa. Essi erano articolati in tre tempi o movimenti: Allegro, Adagio, Allegro. I due tempi veloci, avevano la stessa architettura compositiva, consistente in quattro sezioni orchestrali (i tutti) che racchiudevano tre lunghe parentesi solistiche (i soli).
Nel secondo Settecento, l'affermazione dei principi compositivi della forma sonata, influenzava tutti i generi strumentali ma non con la stessa forza: il concerto solistico offriva più resistenza al cambiamento, perché la sua struttura non si basava tanto sull'opposizione di temi o di tonalità (come avviene nello stile sonatistico), quanto sul contrasto di sonorità tra tutti e soli (cioè l'orchestra e il solista).
Il Concerto Classico si presentava, quindi, come una fusione tra strutture formali barocche e caratteri del moderno sonatismo: le parti orchestrali dei movimenti veloci, racchiudevano perciò tre sezioni solistiche che si potevano identificare con le sezioni di esposizione, sviluppo e ripresa tipiche dei movimenti principali di ogni forma strumentale dell'epoca, dalla sonata alla sinfonia.

#### Carl Philipp Emanuel e Johann Christian Bach
Tra i primi protagonisti del Concerto Classico, ci furono inizialmente due dei figli di Johann Sebastian Bach, il primo compositore a concepire concerti per strumento a tastiera e orchestra: Carl Philipp Emanuel e Johann Christian.
Il primo scrisse ben 52 concerti, tra i quali molti per clavicembalo, alcuni anche per fortepiano, con ridotto accompagnamento orchestrale, formalmente vicini alla struttura del concerto barocco, ma già orientati verso uno stile dialogico.
Di tutt'altro spessore è la produzione del secondo, che con i suoi 40 concerti per il cembalo o il piano-forte, pur continuando nel genere del fratello, ne stabilizzò il tessuto musicale con l'uso del bitematismo.

#### La scuola viennese
Nell'ambiente musicale viennese, il concerto per pianoforte trovò un terreno fertile. A Vienna, infatti, dominava la figura di Franz Joseph Haydn, in realtà più interessato agli sviluppi strutturali della sinfonia e del quartetto che non al concerto; ma anche quella di Georg Christoph Wagenseil, che in oltre cento e più concerti per cembalo e orchestra, rappresentava maggiormente le esigenze del classicismo. Oltre a questi due autori, si può ricordare la produzione di Giuseppe Cambini, di Jan Ladislav Dussek e della Scuola di Mannheim.
Ma colui che ha notevolmente contribuito all'evoluzione di quello che sarà il moderno concerto per pianoforte e orchestra è senza dubbio Wolfgang Amadeus Mozart. Con lui, infatti, questo genere strumentale esce dalla "culla" del concerto barocco per diventare il luogo dove si svolge un vero e proprio dramma musicale: nella sua numerosa produzione concertistica, il pianoforte trova nell'orchestra un vero antagonista, dando vita ad uno "scontro" di sonorità ogni volta differente.
L'entusiasmo del pubblico per la produzione concertistica di Mozart andò sempre più affievolendosi, col passare del tempo, in quanto le sue opere si allontanavano di anno in anno dal gusto corrente per il divertimento e l'ascolto disimpegnato. Infatti negli stessi anni a Vienna, ebbero molta più fortuna di pubblico i lavori di Vanhal, di Kozeluch, di Hoffmeister e di Krommer, tutti improntati su un carattere formale abbastanza semplice, privi di quella varietà di armonie e melodie tipiche della produzione mozartiana.

#### Beethoven e altri
Tra i musicisti della generazione successiva, solo Ludwig van Beethoven, proseguì sulla scia di Mozart: tra i suoi cinque notevoli concerti per pianoforte e orchestra, almeno tre (quelli in do minore, sol maggiore e mi bemolle maggiore) costituiranno delle pietre miliari nella storia del genere concertistico, cui guarderanno tutti i compositori dell'epoca romantica.
Spinto dalla moda dilagante del virtuosismo strumentale, il concerto successivamente acquisisce dei caratteri sempre più brillanti, per soddisfare le esigenze del pubblico dell'epoca, elevando il solista al ruolo di protagonista assoluto. Tra i compositori, che più si avvicinarono al gusto del pubblico si possono ricordare: Daniel Steibelt, Johann Nepomuk Hummel, Ignaz Moscheles, Ferdinand Ries e Carl Czerny.
Un filone a parte, più legato all'eredità mozartiana, da cui poi si avranno notevoli sviluppi in era romantica, è rappresentato dai compositori della cosiddetta Scuola pianistica londinese: Muzio Clementi, Johann Baptist Cramer e John Field.

#### Il Romanticismo
I profondi stravolgimenti politici, sociali, artistici e culturali, che hanno caratterizzato l'Ottocento, si ripercuotono in ambito musicale anche sul concerto, la cui evoluzione, dopo le innovazioni apportate da Beethoven, subisce una fase di arresto. È un periodo in cui i compositori, spinti dall'impeto innovatore dello Sturm und Drang, rifiutano le regole imposte dalla tradizione, in favore di una più libera concezione della musica, e di forme musicali più libere e di ridotte dimensioni (improvvisi, notturni, ballate). Il concerto così comincia a perdere quel senso di unità, tipico invece del periodo classico, anche se in compenso lo stile romantico vi imprime un carattere più libero, contraddistinto da uno spirito poetico e sentimentale che, in parte, supera e nasconde le incertezze compositive (Carl Maria von Weber). Anche i più grandi compositori dell'epoca si rifugiano in pezzi di più limitata portata, per cui personaggi come Felix Mendelssohn, Fryderyk Chopin, Robert Schumann, Franz Liszt, che in campo musicale hanno lasciato una vasta produzione, nell'ambito del concerto per pianoforte e orchestra si limitano a produrne solo pochi esemplari, che apportano piccole ma significative modifiche al tipo. In queste nuove composizioni, infatti, viene privilegiato lo strumento solista, in rapporto all'orchestra, che si sottomette quindi alle sonorità cristalline del pianoforte.
Inoltre si fa avanti l'uso della concatenazione dei movimenti, avvicinandosi al tipo del concerto in unico movimento. Si comincia a perdere l'uso della canonica divisione nei tre movimenti, nonché del succedersi rigoroso di temi, esposizione, riesposizione, ecc. In Chopin l'esaltazione del solista è massima: il compositore polacco infatti fa un minore uso delle sonorità orchestrali che invece erano predominanti in Beethoven. Con Liszt, invece, la rottura con gli schemi del passato è più netta: nei suoi due concerti abbraccia nuovi ideali, attraverso una maggiore libertà nella forma, non solo con il frequente ricorso a ritorni tematici, ma con abili collegamenti tra i movimenti, che portano a parlare di concerto in un tempo solo.
L'Ottocento è anche il secolo dei concertisti, dei virtuosi del pianoforte: questo atteggiamento culturale dell'epoca si ripercuote anche sul concerto che diventa terreno fertile per evoluzioni musicali, a scapito di una forma più pura e più ricca dal punto di vista tematico, in favore di una mera ricerca esteriore.

#### L'epoca moderna
Il Concerto moderno si sviluppa a partire dalla forma ciclica già nota ai romantici, riprendendo però l'uso di quei procedimenti complessi che dagli stessi erano stati invece abbandonati. Lo stile moderno, inoltre, si mescola alle nuove esigenze nazionalistiche, che si rispecchiano in musica nell'uso di arie e motivi popolari, perdendo quel carattere di universalità che contraddistingueva il periodo classico, in favore di una maggiore interpretazione personale delle forme musicali. Accanto al concerto, infatti, vengono sviluppate altre forme musicali per strumento solista ed orchestra (variazioni sinfoniche, poemi sinfonici di Franck), con una differente architettura musicale, che estende all'organico concertistico forme originariamente destinate alla sola orchestra o al singolo strumento.
In bilico tra innovazione e tradizione, si colloca invece Johannes Brahms, che concilia il rispetto per le forme con l'uso di trasformazioni cicliche e frequenti cambiamenti tematici (basati su vere e proprie "metamorfosi del tema", più che su ricorrenti richiami). Brahms inoltre abbandona il virtuosismo romantico del solista, in favore di una concezione più sinfonica dello strumento, non più contrapposto all'orchestra, ma ad essa concatenato armonicamente, quasi riprendendo lo spirito che aveva contraddistinto il concerto grosso. A tal proposito è celebre il Concerto per violino, violoncello e orchestra, che segna una svolta nell'evoluzione stilistica del concerto, in anticipo rispetto alle evoluzioni della musica contemporanea.
Sotto la diretta influenza di Brahms, Giovanni Sgambati e Giuseppe Martucci elaborano un notevole rinnovamento pianistico in ambito italiano. Entrambi autori di un solo concerto per pianoforte e orchestra, sviluppano le loro opere secondo i dettami tradizionali, affrontati però con maggiore libertà rispetto ai loro contemporanei. Si svolgono infatti secondo i classici tre tempi, e, come in Brahms, l'intreccio tra il solista e l'orchestra è tale da raggiungere in alcuni punti una forte omogeneità.
Sono anche da ricordare: Camille Saint-Saëns, Pëtr Il'ič Čajkovskij, Edvard Grieg, nei lavori dei quali si possono notare tendenze diverse, frutto di costante ricerca di nuovi mezzi di espressione.

#### Il concerto nella prima parte del '900
L'evoluzione contemporanea della forma compositiva del Concerto, è strettamente collegata alle migliorie apportate nell'Ottocento dalle cosiddette scuole nazionali, sviluppatesi accanto alla corrente più romantica, derivata dai grandi compositori tedeschi. La forma musicale, sempre più cangiante e poliedrica, assume già dall'inizio del secolo le più diverse sembianze, talora guardando al passato, talaltra allontanandosene. 
Per quanto riguarda la scuola italiana, un primo grosso contributo arriva da Ferruccio Busoni: in un periodo in cui tutte le forze musicali erano destinate al melodramma, Busoni riprende l'interesse che Sgambati e Martucci avevano verso il sinfonismo tedesco.
Gli otto Concerti per orchestra di Goffredo Petrassi, Sonar per musici (Concerto per archi e clavicembalo) di Ennio Porrino e Concerto per la notte di Natale del 1956 di Luigi Dallapiccola sono, a metà del secolo, un importante contributo compositivo italiano dalle reminiscenze dodecafoniche.
Nell'ambito del concerto solistico, soprattutto quello per pianoforte e orchestra, è emersa maggiormente la scuola "russa". Rilevante è stato il lavoro di Sergej Vasil'evič Rachmaninov, il cui successo è strettamente legato al notevole riscontro di pubblico delle sue opere. Generalmente costituiti da vari episodi, i concerti di Rachmaninoff sono concepiti per l'esaltazione dello strumento solista, e dal punto di vista compositivo non offrono particolarità di rilievo.
Maurice Ravel, invece, nei suoi due concerti, da un lato ritorna allo stile mozartiano, dall'altro sperimenta nuove forme (Concerto per pianoforte per la mano sinistra), con echi di jazz e l'uso di un tempo solo.
Da ricordare nel caleidoscopico Novecento anche: Ottorino Respighi con il suo Concerto in modo misolidio, Alfredo Casella, Manuel de Falla, Béla Bartók, Gian Francesco Malipiero, Sergej Sergeevič Prokof'ev, Igor' Fëdorovič Stravinskij, Francis Poulenc, Paul Hindemith, autori tutti di concerti per pianoforte e orchestra.
Nota anche degno e il contributo del John Serry Sr., il cui Concerto per fisarmonica a bassi sciolti, composta nel 1966 illustra i tonalitites orchestrali della fisarmonica e il suo potenziale come membro legittimo della dell'ensemble orchestrale

### Concerto per fisarmonica
Durante il suo sviluppo come strumento musicale, la fisarmonica era strettamente associata alla musica folk e alle tradizioni orali. Ciò ha contribuito a ostacolare una transizione regolare verso la sala da concerto. Di conseguenza, i concerti non furono scritti per la fisarmonica fino al 1937. Diversi compositori compongono un concerto per la fisarmonica tra cui: Feodosly Rubtsov (1937), Hugo Hermann (1940), Anthony Galla-Rini (1941), Pietro Deiro (1946), Alan Hovhaness (1959), Paul Creston (1960), Niels Viggo Bentzon (1963), John Serry Sr. (1964)
, Per Nørgård (1968), Carmine Coppola (1973) e altri.